# St. Kilian Distillers
Die St. Kilian Distillers ist eine Whisky-Brennerei in Rüdenau im unterfränkischen Landkreis Miltenberg und befindet sich im östlichen Odenwald im Mainviereck. Nach eigenen Angaben ist sie eine der größten Whiskydestillerien in Kontinentaleuropa.

## Name
Der Name basiert auf dem iroschottischen Vagantenbischof Kilian, der im Auftrag des Papstes nach Würzburg ging, um dort zu missionieren.

## Geschichte
Die Brennerei befindet sich in den Räumlichkeiten der ehemaligen Textilfärberei Meixner am Ortseingang von Rüdenau. Die St. Kilian Distillers GmbH wurde am 27. September 2012 von Andreas Thümmler gegründet. Am Saint Patrick’s Day im März 2016 begann man mit der Produktion von deutschem Single-Malt-Whisky.

## Produktion und Fasslagerung
Für die Produktion wird sowohl geräuchertes als auch nicht geräuchertes Gerstenmalz eingesetzt. Nicht geräuchertes Gerstenmalz und mit Buchenholzrauch geräuchertes Malz (Buchenrauchmalz) kommen aus Deutschland, während das mit Torfrauch geräucherte Malz (Torfrauchmalz) direkt aus Schottland bezogen wird.
Gebrannt wird im zweistufigen Pot-Still-Verfahren nach schottischem Vorbild mit den charakteristischen Kupferbrennblasen der Firma Forsyths. Die beiden eingesetzten Wash Pot Still und die aus steuerrechtlichen Gründen hinter Glasscheiben eingeschlossene Spirit Pot Still fassen jeweils 6000 Liter.
Zur Lagerung werden – zum Teil vorbelegte – Fässer unterschiedlicher Größen und Holzarten genutzt, die sowohl in ehemaligen militärischen Munitionsbunkern im Odenwald als auch auf dem Brennereigelände selber gelagert werden.
Die Hauptprodukte von St. Kilian Distillers sind nach den Schauspielern Bud Spencer und Terence Hill benannte Whiskys. Weitere Whiskys werden permanent oder als limitierte Sonderabfüllungen angeboten. Daneben werden einige Liköre unter Verwendung eigener Whiskys in Whiskyflaschen abgefüllt.

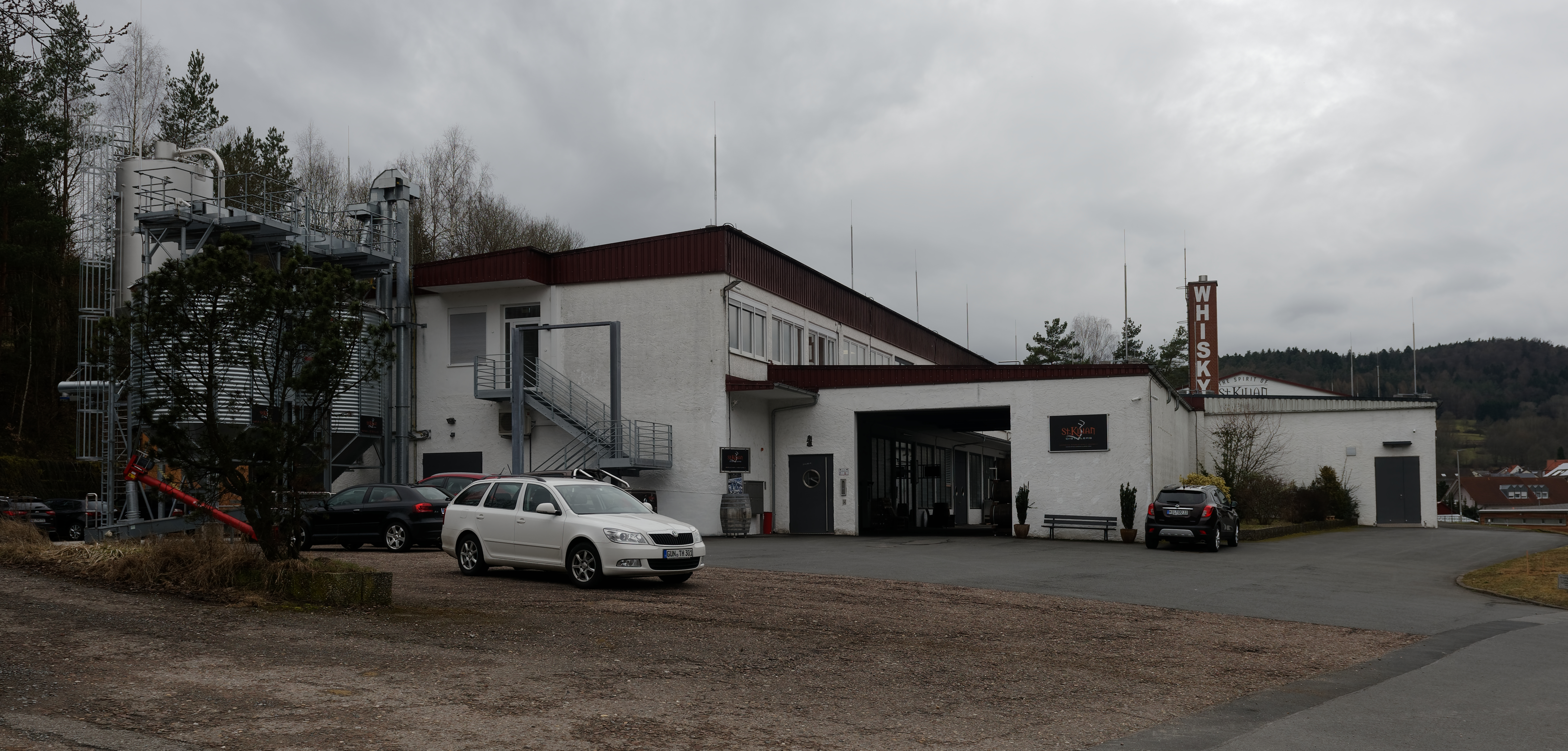
Die Brennerei im März 2018
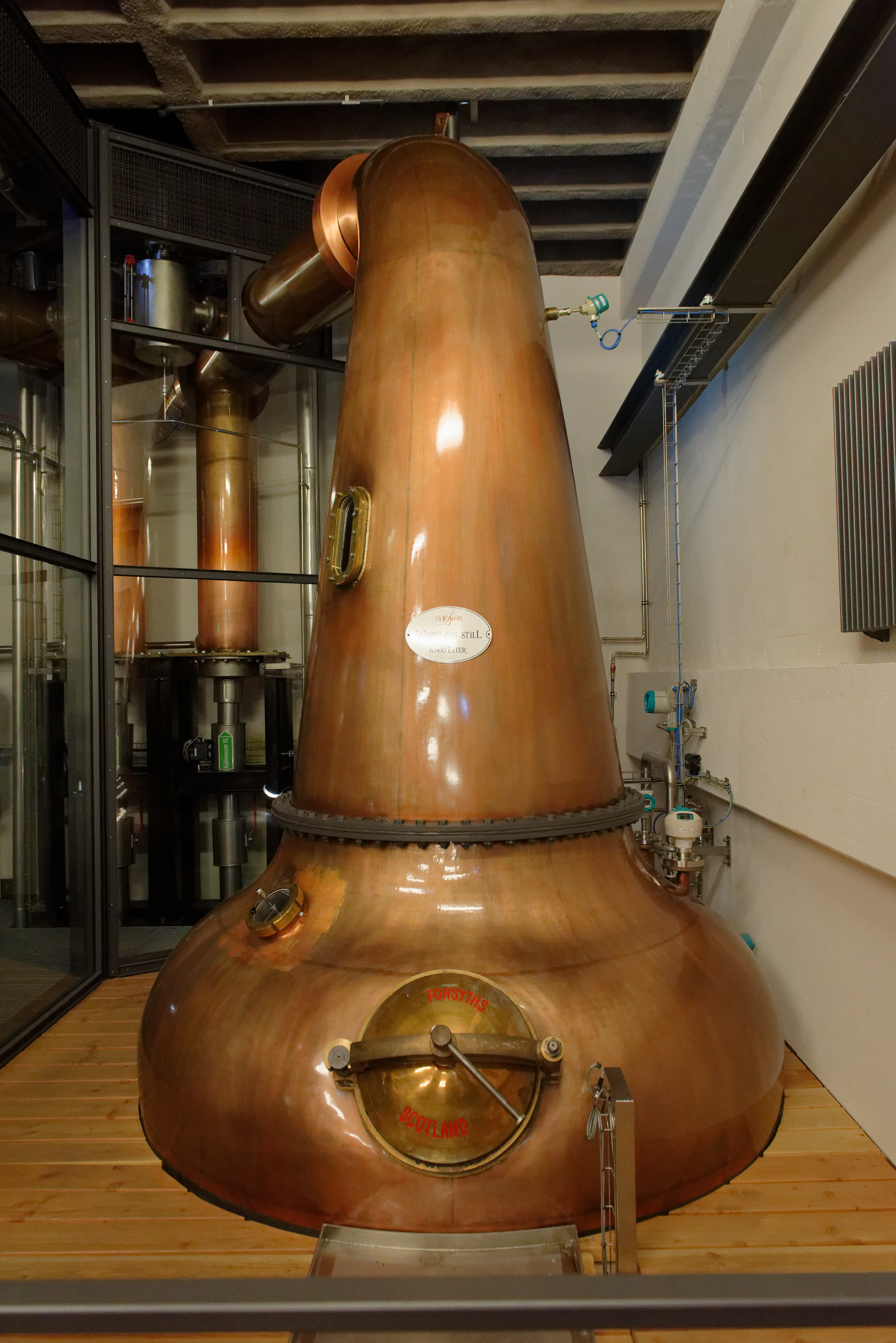
Wash Pot Still, 6.000 l
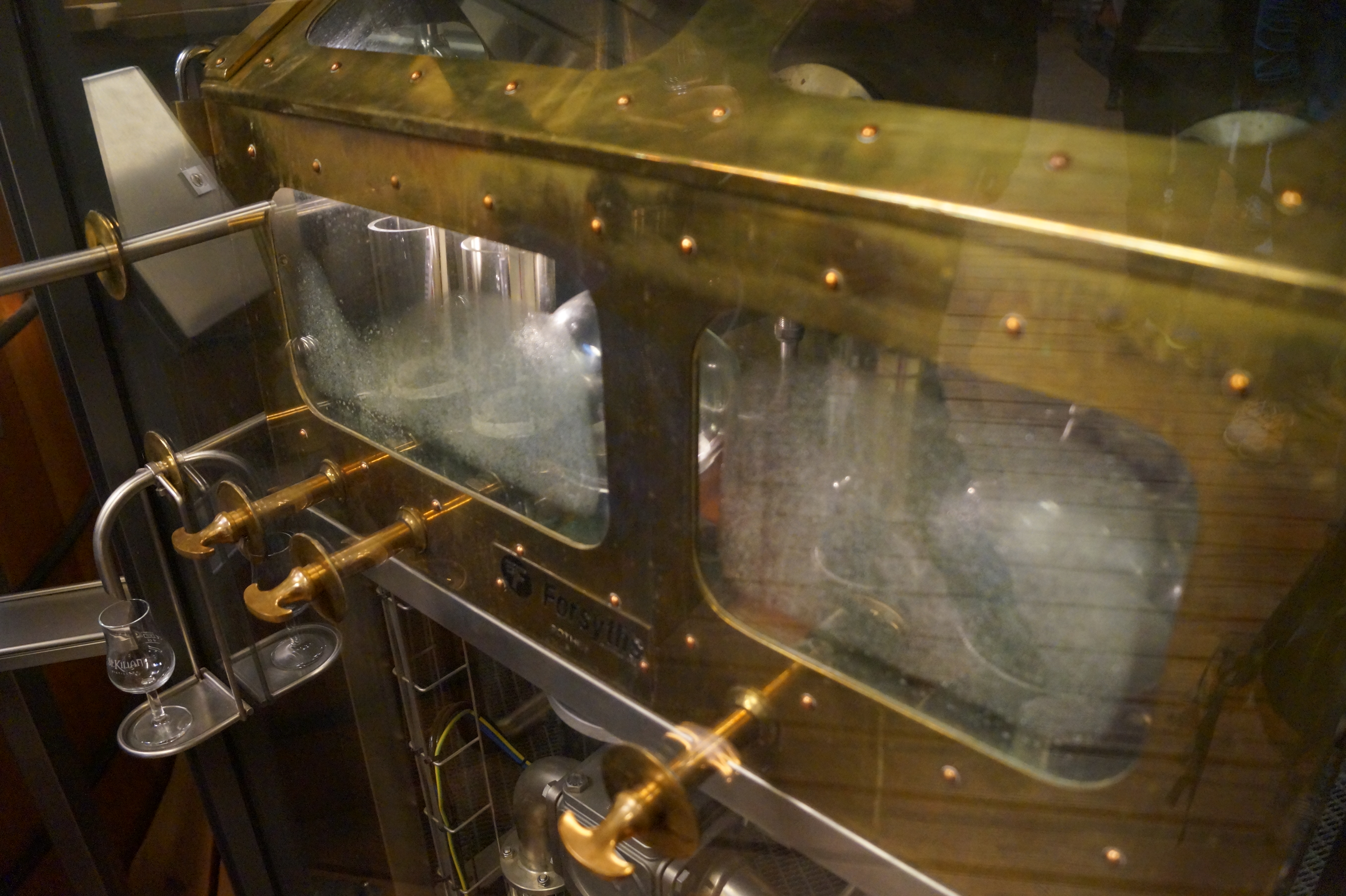
Detailaufnahme am Spirit Safe
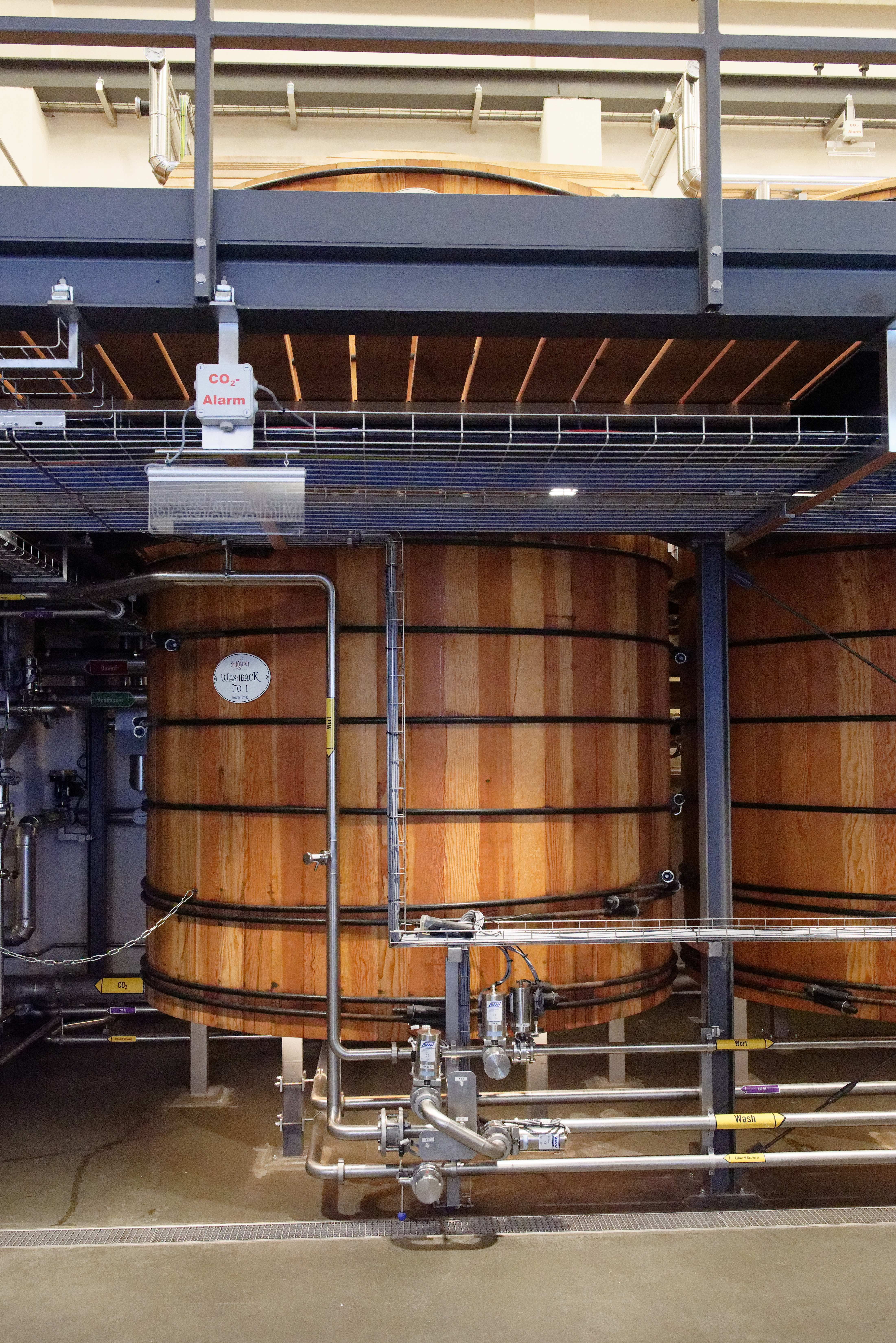
Washback 1 (von vier), 10.800 l, von J.B. Vatts aus der Whisky-Stadt Dufftown
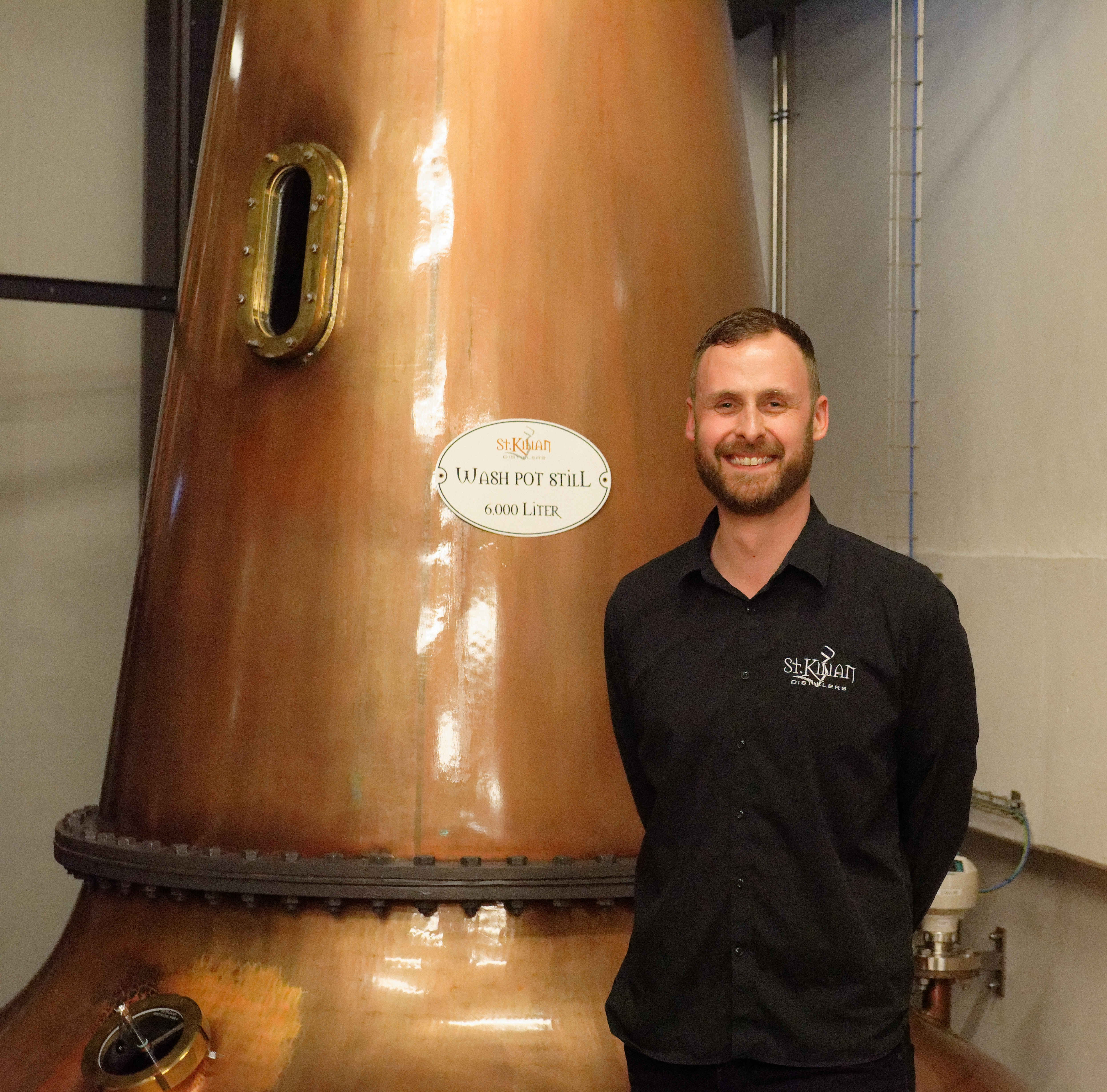
Master Distiller Mario Rudolf
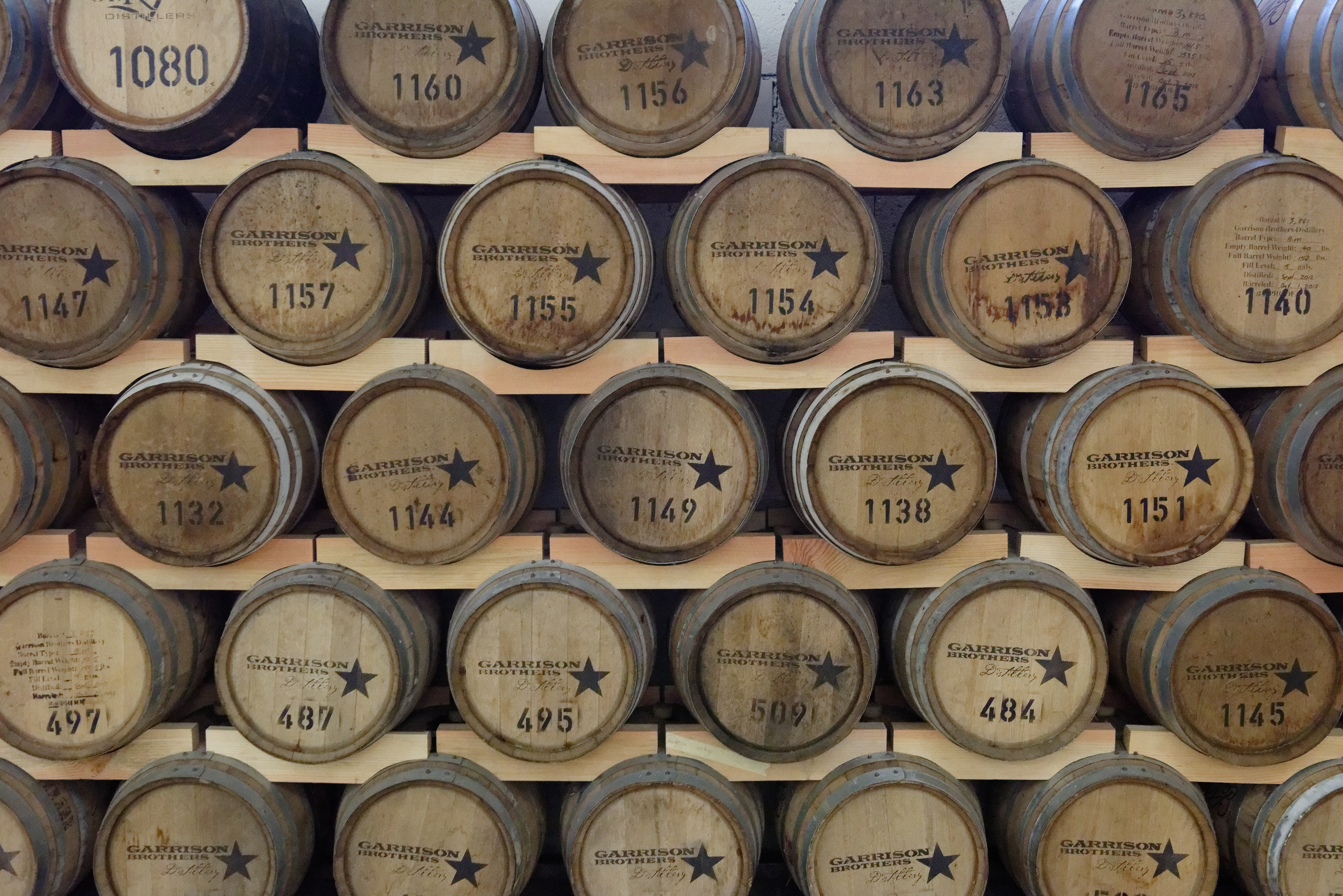
Im Fasslager
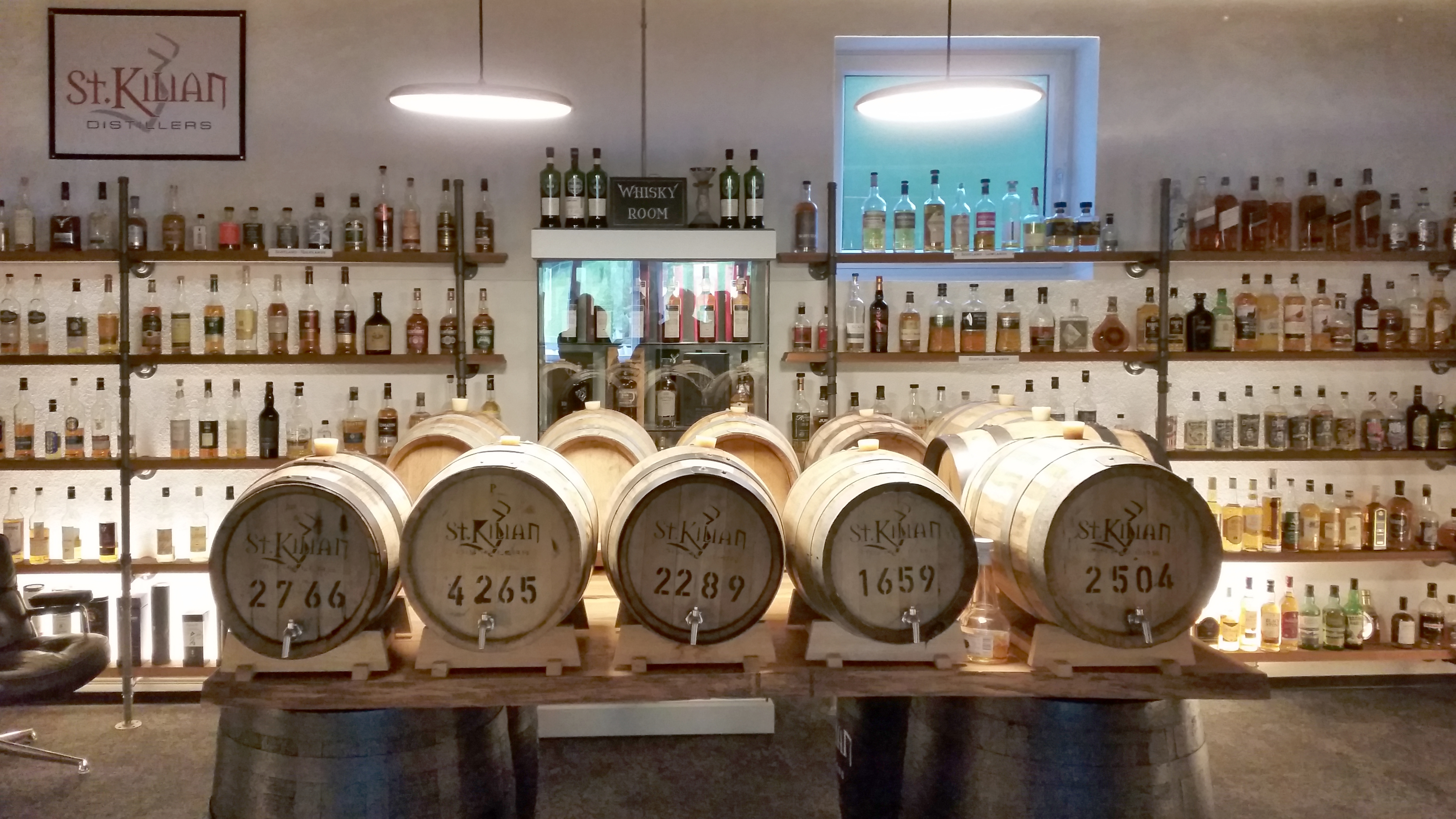
Whiskysammlung im Verkaufs- und Verkostungsbereich

## Auszeichnungen (Auswahl)
- 2018: World Whiskies Award für World's Best White Dog[6]
- 2023: World-Spirits Award (WSA)[7]
- 2023: Bei den Bartender Spirits Awards in San Francisco gingen 7 der 24 nach Deutschland vergebenen Medaillen an St. Kilian Destillers.[8]